# The Architect (álbum)
The Architect es el cuarto álbum de estudio de la cantante británica Paloma Faith, lanzado por Sony Music Entertainment el 17 de noviembre de 2017.
Paloma declaró: «The Architect es un registro de observación social. Era inflexible en que no escribiría sobre el amor. Quería mirar fuera de mí mismo. Vengo a la política desde la perspectiva del hombre o la mujer común, observando por qué la gente está sufriendo. Cada canción en el disco trata sobre un bolsillo diferente del mundo sociopolítico en el que he estado profundizando. Quería escribir algo más moderno. En álbumes anteriores me he preocupado más por el pasado, pero ahora estoy ansioso por la maternidad y quiero cambiar las cosas para un futuro mejor. Es un matrimonio de lo viejo y lo nuevo.»
The Architect debutó en el número uno en la lista de álbumes del Reino Unido, vendiendo más de 40 000 copias, convirtiéndose en el primer álbum de Paloma Faith en la lista de éxitos del Reino Unido y empujando la reputación de Taylor Swift desde el primer lugar. Tras el lanzamiento de la Edición Zeitgeist en noviembre de 2018, The Architect volvió a ingresar al Top 40 de la lista de álbumes del Reino Unido en el número veintidós. Actualmente el álbum lleva 500 000 ventas y es platino en Reino Unido.